# Oshakati-Ost
Oshakati-Ost (englisch Oshakati East) ist einer der beiden Wahlkreise von Oshakati in der Region Oshana im Norden Namibias. Verwaltungssitz ist die Ansiedlung Omeege. Der Kreis umfasst eine Fläche von 187 Quadratkilometer und hat fast 44.200 Einwohner (Stand 2023) und ist anders als Oshakati-West vor allem ländlich geprägt. Der Okatana trennt die beiden Wahlkreise.
Der Wahlkreis verfügt über ein staatliches Krankenhaus, zwei Kliniken und 13 Schulen.

## Wahlen
| Wahl | Name            | Partei | Stimmenanteil |
| ---- | --------------- | ------ | ------------- |
| 1992 |                 |        |               |
| 1998 | Silvanus Vatuva | SWAPO  | 94,3 %        |
| 2004 | Lotto Kuushomwa | SWAPO  | 95,5 %        |
| 2010 | Lotto Kuushomwa | SWAPO  | 94,2 %        |
| 2015 | Lotto Kuushomwa | SWAPO  | 94,5 %        |
| 2020 | Abner Shikongo  | SWAPO  | 61,7 %        |